# 草加市立氷川小学校
草加市立氷川小学校（そうかしりつ ひかわしょうがっこう）は、埼玉県草加市氷川町にある公立小学校。

## 沿革
- 1977年（昭和52年）
  - 4月1日 - 草加市立氷川小学校として開校。
  - 9月16日 - 学校施設#校舎竣工。竣工式と開校式挙行。開校記念日制定。
  - 9月29日 - 氷川小学校父母と教師の会発足。
  - 12月24日 - 校旗完成。
- 1981年（昭和56年）
  - 10月17日 - 氷川小学校創立5周年記念式挙行。
  - 10月30日 - 体育館完成。
- 1986年（昭和61年）9月13日 - 開校10周年記念式典挙行し、祝賀会開催。記念事業としてヘルスロード設置。
- 1997年（平成9年）10月31日 - 氷川平成塾開塾式。
- 1999年（平成11年) 4月1日 - 「ことばの教室」を設置。
- 2000年（平成12年）10月4日 - 校舎外壁改修工事完了。
- 2003年（平成15年）4月1日 - 「情緒の教室」を設置。
- 2005年（平成17年）10月1日 - 「ことばの教室」の改修。
- 2006年（平成18年）10月7日 - 開校30周年記念式典挙行し、祝賀会開催。
- 2007年（平成19年）4月1日 - 特別支援学級「おおぞら」を設置。
- 2008年（平成20年）4月3日 - 児童玄関スロープ設置。
- 2009年（平成21年）
  - 3月30日 - プール塗装工事完了。
  - 9月30日 - 体育館耐震工事完了。
- 2010年（平成22年）9月30日 - 校舎耐震工事完了。
- 2011年（平成23年）8月30日 - 階段昇降機設置。
- 2012年（平成24年）8月29日 - 正門～児童昇降口前通路改修工事完了。
- 2013年（平成25年）3月1日 - 防災備蓄倉庫（3棟）設置。
- 2014年（平成26年）6月30日 - エアコン設置工事完了。
- 2016年（平成28年）
  - 3月30日 - 児童クラブ前通路整備工事完了。同日、体育館暗幕交換。
  - 4月15日 - 体育館ギャラリー床改修工事完了。
  - 11月7日 - 飼育小屋リフォーム完成。
  - 11月26日 - 開校40周年記念式典挙行し、祝賀会開催。
- 2018年（平成30年）8月28日 - 教室棟西側トイレ改修工事完了校庭東側。
- 2019年（令和元年）
  - 7月25日 - 校内LAN工事竣工。
  - 8月29日 - 管理棟トイレ改修工事竣工。
  - 9月8日 - 体育館非構造部材等改修工事竣工。
- 2021年（令和3年）
  - 2月21日 - 電源キャビネット設置工事竣工。
  - 2月22日 - 校内LAN整備工事竣工。

## 学区
2020年11月30日現在の学区は以下の通り。
- 氷川町1番地から798番地、801番地から866番地、1792番地から2100番地
- 谷塚町1293番地から1295番地、1298番地から1836番地、1869番地から1885番地、1932番地から1946番地、1984番地から1990番地
- 西町1番地から12番地、17番地から28番地、1199番地から1202番地、1206番地から1207番地、1213番地、1217番地から1270番地、1272番地3号
- 谷塚仲町452番地、454番地、469番地から491番地
- 谷塚上町775番地から776番地

## 周辺
- 国道4号草加バイパス

## アクセス
- 東武バス「草加22」系統（草加駅西口～見沼代親水公園駅線）で、「みどりの館前」バス停下車後、徒歩約700m・約12分（最短距離を移動した場合・なお、直線距離では約320mと近いが、草加バイパスの横断歩道設置個所の関係で遠回りとなる）。
- 東武鉄道伊勢崎線（東武スカイツリーライン）草加駅（西口）から、
  - 徒歩約1.4km・21分。
  - 上述の東武バスで、「みどりの館前」バス停下車後、徒歩移動。

## 進学先中学校
- 草加市立谷塚中学校